# Григорий Майстрос
Григорий II (на гръцки: Γρηγόριος ο Β', Григориос) е гръцки духовник, костурски митрополит от 1974 до 1985 година.

## Биография
Роден е като Григориос Майстрос (Γρηγόριος Μαΐστρος) в Тригонас, на остров Лесбос в 1917 година. Завършва богословие в Атинския университет в 1956 година. В 1942 година е хиротонисан за дякон, а в 1950 година - за дякон. Работи в Никополската митрополия и като военен свещеник. На 14 юли 1974 година става костурски митрополит.